# Ballarines entre bastidors
Ballarines entre bastidors és una pintura al pastel realitzada per Edgar Degas el 1897 i que actualment s'exposa al Museu Puixkin de Moscou.